# Rainbow Lake (Alberta)
Pour les articles homonymes, voir Rainbow Lake.
Rainbow Lake est une ville (town) du Comté de Mackenzie, située dans la province canadienne d'Alberta.

## Démographie
En tant que localité désignée dans le recensement de 2011, Rainbow Lake a une population de 870 habitants dans 305 de ses 424 logements, soit une variation de -9,8 % avec la population de 2006. Avec une superficie de 11,037 8 km2, la ville possède une densité de population de 78,820 1 hab/km2 en 2011.
Concernant le recensement de 2006, Rainbow Lake abritait 965 habitants dans 349 de ses 448 logements. Avec une superficie de 11,037 8 km2, la ville possédait une densité de population de 87,4 hab/km2 en 2006.
| 2001 | 2006 | 2011 | 2016 |
| ---- | ---- | ---- | ---- |
| 976  | 965  | 870  | 795  |